# Pallenopsis stylirostris
Pallenopsis stylirostris är en havsspindelart som beskrevs av Hedgpeth, J.W. 1949. Pallenopsis stylirostris ingår i släktet Pallenopsis och familjen Phoxichilidiidae. Inga underarter finns listade i Catalogue of Life.